# Стейнхауэр, Рон
Рональд (Рон) Стейнха́уэр (англ. Ronald «Ron» Steinhauer) — канадский кёрлингист.
В составе мужской команды Канады чемпион мира (1994). Чемпион Канады среди мужчин (1994).

## Достижения
- Чемпионат мира по кёрлингу среди мужчин: золото (1994).
- Чемпионат Канады по кёрлингу среди мужчин: золото (1994), серебро (1993).

## Команды
| Сезон   | Четвёртый | Третий    | Второй          | Первый        | Запасной       | Турниры           |
| ------- | --------- | --------- | --------------- | ------------- | -------------- | ----------------- |
| 1992—93 | Рик Фолк  | Пэт Райан | Берт Гретцингер | Джерри Ричард | Рон Стейнхауэр | ЧК 1993           |
| 1993—94 | Рик Фолк  | Пэт Райан | Берт Гретцингер | Джерри Ричард | Рон Стейнхауэр | ЧК 1994 · ЧМ 1994 |
| 1994—95 | Рик Фолк  | Пэт Райан | Берт Гретцингер | Джерри Ричард | Рон Стейнхауэр | ЧК 1995 (6 место) |

(скипы выделены полужирным шрифтом)